# خانية سيبير
خانية سيبير أو خانية سيبيريا كانت خانية تتارية سيبيرية في سيبيريا الروسية المعاصرة. سكن الخانية سكان متنوعين عرقيا من تتار والخانتي والمانسي ونينيتس والسيلكب.

## التاريخ

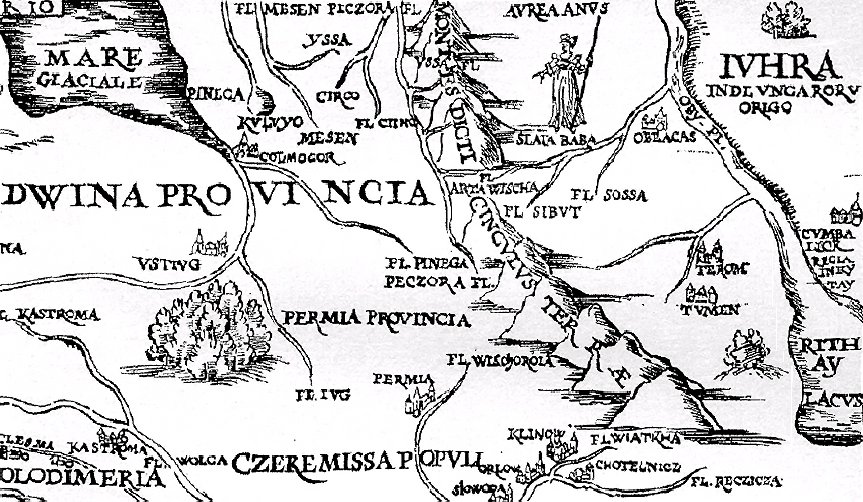
خريطة تومين فون سيغيسموند، التي نشرت في 1549

تأسست خانية سيبيريا في القرن الخامس عشر، في وقت كان فيه المغول من بيت جوتشي في حالة تراجع. من العاصمة الأولى للخانية كانت شيمغي-طره. وكان أول خان هو تيبوغا، الذي لم يكن عضوا في القبيلة الذهبية. كان خلفه ابنه أو هوتشا خوجة، الذي كان بدوره خلفه ابنه مارس
كانت سيطرة التيبوغيد على المنطقة بين توبول وإيرتيش بلا منازع. الشیبانیون، أحفاد جوتشي، كثيرا ما ادعوا المنطقة ملكا لهم. ايباك خان، وهو عضو في فرع صغير في سلالة الشیبانیين، قتل مارس وضبطت شيمغي- طره. واستعيدت سيطرة التيبوغيد عندما غزا حفيد مارس محمد الأراضي الشرقية حول إرتيش وقتل ايباك في معركة في 1493. قرر محمد عدم البقاء في شيمغي- طره، واختار عاصمة جديدة تدعى قشليق (أو سيبير) الواقعة على إرتيش.
الغزو الروسي لكازان في 1552 دفع خان التيبوغيد من سيبير، ياديغار، إلى السعي لإقامة علاقات ودية مع موسكو. ومع ذلك تم الطعن في ياديغار، من قبل شيباني، كوشوم حفيد ايباك. عدة سنوات من القتال (1556-1563) انتهت بوفاة ياديغار وأصبح كوشوم بذلك خان.

### الغزو الروسي لسيبيريا
حاول كوشوم تحويل التتار في سيبريا، الذين كان معظمهم من معتنقي شامانية، إلى الإسلام. قراره بشن غارة على قافلة ستروغانوف أسفر عن الحملة التي قادها ضده يرمك القوزاقي. هزمت قوات يرمك قوات كوشوم في معركة رأس تشوفاشي في 1582 ودخل القوزاق قشليق في وقت لاحق من ذلك العام. قام كوشوم بإعادة تنظيم قواته وقتل يرمك في معركة عام 1584 وأكد سلطته على سيبيريا. على مدى السنوات الأربعة عشر المقبلة قام الروس بغزو الخانية ببطء. في 1598 هزم كوشوم على ضفاف نهر أوبي، وأجبر على الفرار إلى أراضي قبيلة نوغاي، حيث وضع حد لحكمه.